# LZ 11

LZ 11 „Viktoria Luise“ in der Luftschiffhalle in Baden-Oos

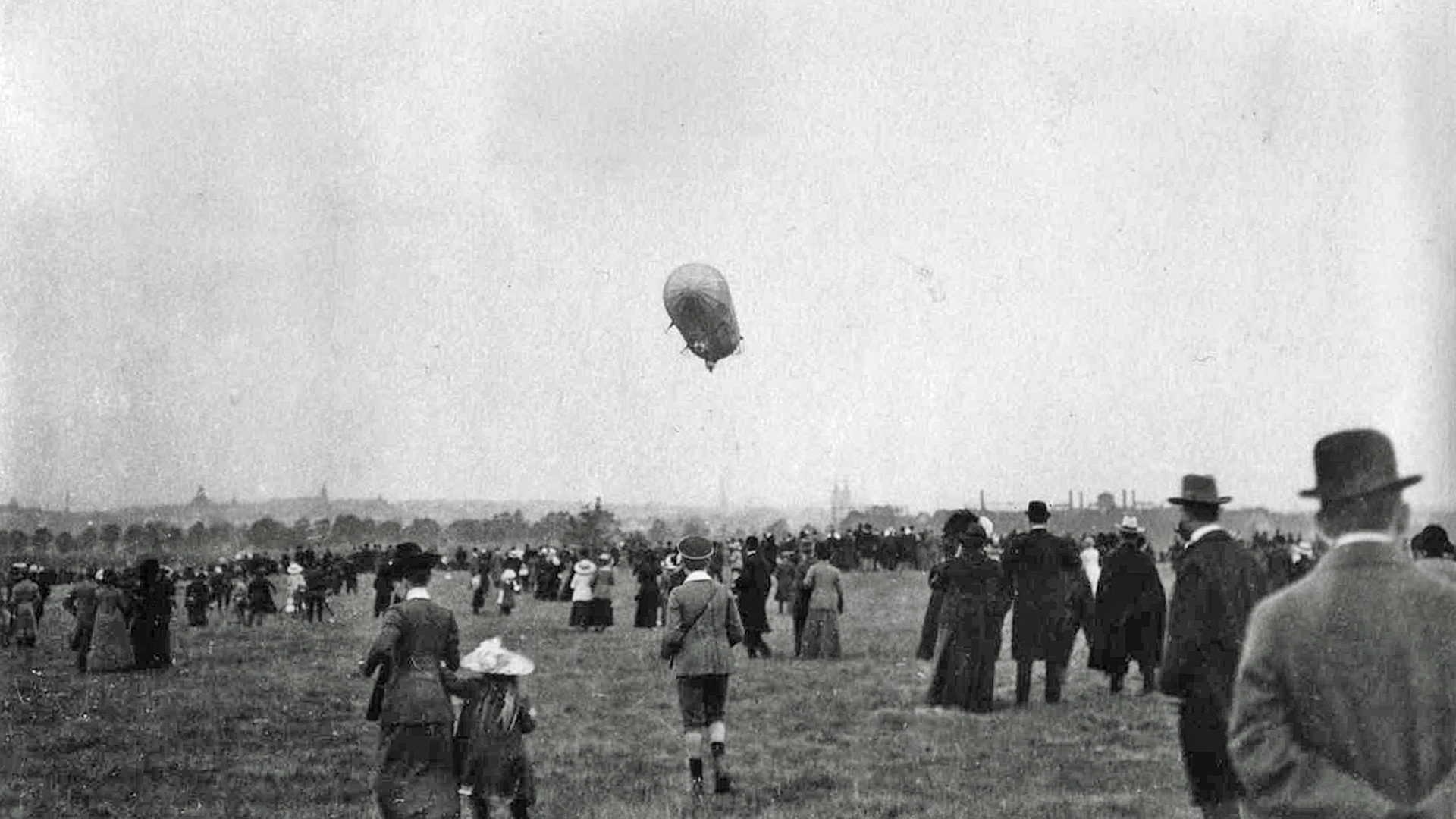
LZ 11 „Viktoria Luise“ in Kassel, 29. September 1912

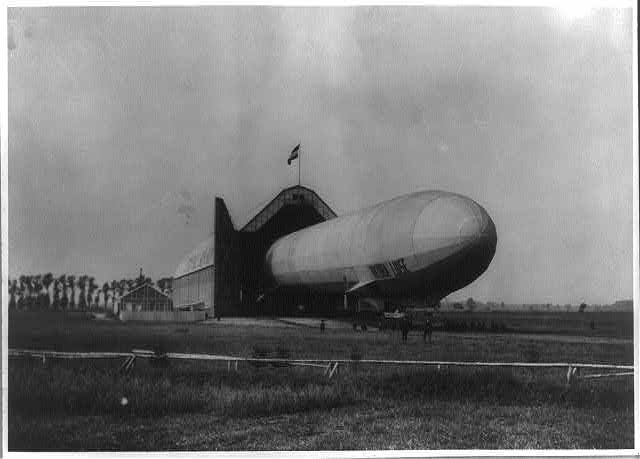
LZ 11 „Viktoria Luise“ in Baden-Oos, September 1914

Der Zeppelin LZ 11 „Viktoria Luise“ war ein Verkehrsluftschiff der Deutschen Luftschiffahrts-Aktiengesellschaft (DELAG) zu Beginn des 20. Jahrhunderts. Es war nach der preußischen Prinzessin Viktoria Luise benannt.

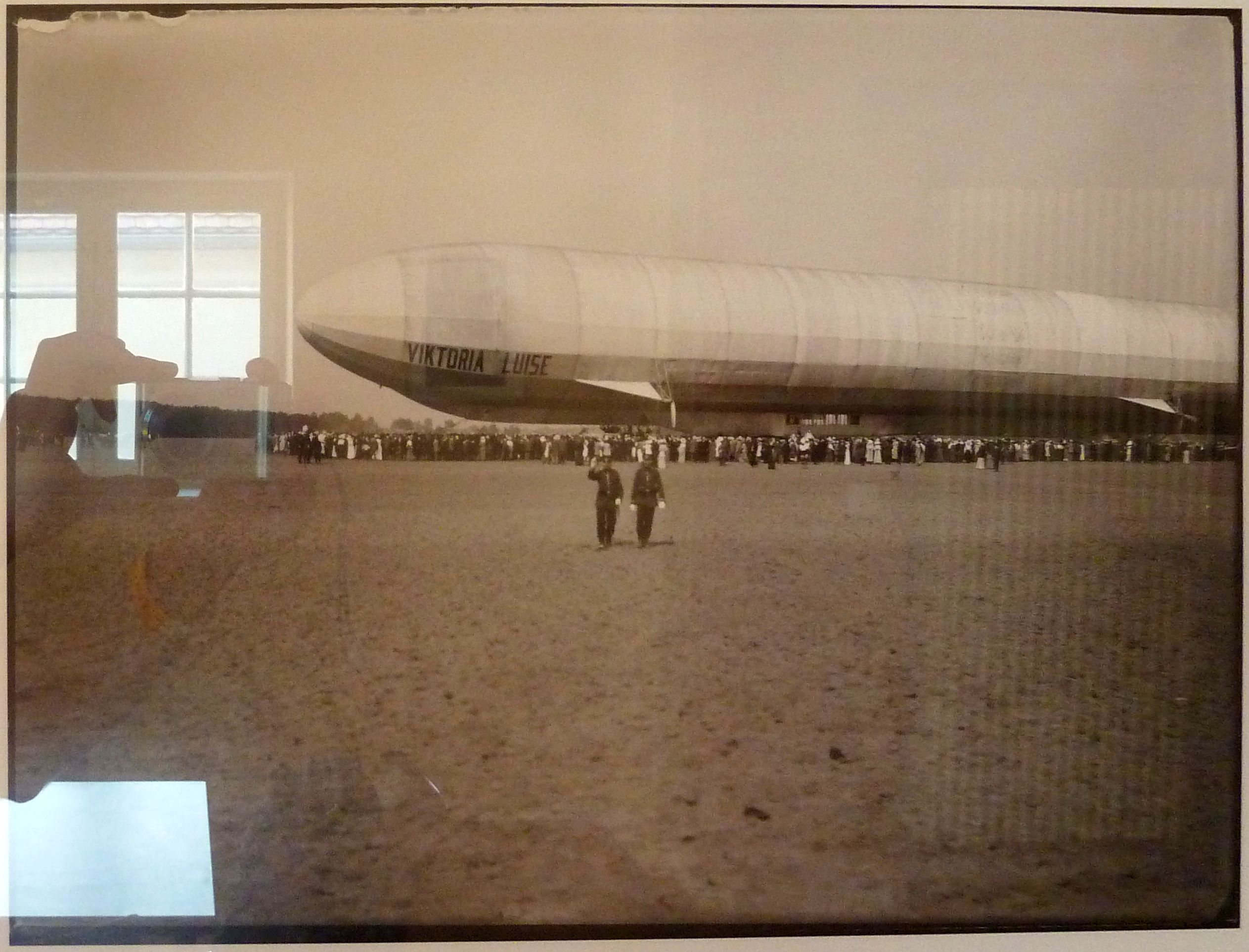
Die Viktoria Luise in Dresden 1912

## Geschichte
Die Jungfernfahrt fand am 14. Februar 1912 statt, am 4. März wurde die erste Passagierfahrt unternommen. Zuvor war das Schiff Mitte Februar nach Frankfurt überführt worden. Der Zeppelin „Viktoria Luise“ fuhr hauptsächlich innerhalb Deutschlands. Fahrziele waren
unter anderem Helgoland, Hamburg und Kopenhagen. Mit dem Ausbruch des Ersten Weltkrieges musste LZ 11 an das deutsche Heer abgegeben werden und diente dort als Schulschiff. Zuvor hatte er bei 489 Passagierfahrten 54.312 Kilometer zurückgelegt und dabei 9738 Personen (inkl. Besatzung) befördert. Am 8. Oktober 1915 wurde er beim Einhallen auf dem Luftschiffhafen Liegnitz zerstört. Insgesamt führte der Zeppelin „Viktoria Luise“ über 1400 Fahrten durch.

## Technische Ausführung
Nach Form, Konstruktion und Anlage war LZ 11 ein Schwesterschiff von LZ 10 „Schwaben“, das sich im Sommer und Herbst 1911 in fast 150 unfallfreien Fahrten für die DELAG bewährt hatte, jedoch 1912 bei einem Unfall auf dem Flugfeld Düsseldorf zerstört worden war. LZ 11 unterschied sich vom „Schwaben“ vor allem durch einige kleine Verbesserungen insbesondere an der Steuerung sowie durch den Einbau eines weiteren acht Meter langen Segments. Das Schiff hatte eine Länge von 148 m bei einem Durchmesser von 14 m und einem Volumen von 18.700 Kubikmetern. Im Inneren der Hülle befanden sich 18 einzelne mit Wasserstoff gefüllte Gaszellen, die jeweils zwischen je zwei Querringen des Aluminiumgerüstes eingebettet waren. Auf diese Weise war das Schiff auch bei Leckage an einer oder mehreren Zellen noch fahrtüchtig.
Das gesamte Gerippe mit den darin eingeschlossenen Gaszellen war mit einem imprägnierten Baumwollstoff verkleidet, um die Reibung der Gaszellen mit der Außenhülle zu vermindern und die Zellen vor starker Aufwärmung durch Sonneneinstrahlung zu schützen.
Mittig unterhalb des Tragkörpers hingen zwei Maschinengondeln, zwischen diesen eine Passagierkabine. In der vorderen Gondel befanden sich einer der drei Maybach-Motoren mit einer Leistung von je 110 kW (150 PS) sowie alle Steuerelemente, wie Steuerräder, Ballast- und Ventilzüge, da diese Gondel auch die Führergondel war. In der hinteren Gondel befanden sich die beiden anderen Motoren.
Der vordere Motor trieb ein Paar zweiflüglige Luftschrauben mit etwa 500 Umdrehungen in der Minute an. Am hinteren Ende des Luftschiffes befanden sich in einem Rahmen die Seiten- und Höhenruder. Das Seitenleitwerk bestand aus sechs senkrechten Flächen. Sie ermöglichten einen Wendekreis von etwa 550 Metern. Außerdem befanden sich am Ende des Auftriebskörpers noch links und rechts je eine große waagerechte Flosse, die so genannten Stabilisierungsflächen. Sie sollten für ruhigen Flug des Schiffes sorgen.
Die Motoren entwickelten insgesamt etwa 330 kW und verliehen dem Luftschiff eine Reisegeschwindigkeit von etwa 17 m/s (rund 61 km/h) und eine Höchstgeschwindigkeit mit allen drei Motoren von etwa 21 m/s (72 km/h).
Die Tragkraft betrug je nach angestrebter Flughöhe etwa 6500 Kilogramm. Je 80 m Flughöhe verlor ein Luftschiff dieser Größe etwa 200 kg und je Grad Celsius Aufwärmung der Luft weitere 75 kg Nutzlast. 1200 bis 1500 Kilogramm der Tragkraft wurden in der Regel für die Aufnahme von Benzin und Öl in Anspruch genommen. Damit besaß LZ 11 eine Fahrzeit von 10 bis 12 Stunden mit allen und 15 bis 20 Stunden mit zwei Motoren. In dieser Zeit konnte der Zeppelin rund 800 bis 1000 Kilometer in der Luft zurücklegen. Die Strecke über dem Boden war abhängig von der Windrichtung und -geschwindigkeit. Sie konnte zwischen 400 und 1500 Kilometer schwanken.
Die Besatzung des Schiffes bestand aus acht bis neun Personen: ein Luftschiffführer, ein Fahringenieur, zwei Steuerleute und ein oder zwei Monteure in der vorderen Gondel, die übrigen Leute in der hinteren Gondel.
Die zwischen den beiden Maschinengondeln und in der Mitte des Luftschiffes hängende Passagierkabine (entworfen und ausgeführt von den Vereinigten Hof-Möbelfabriken Bauer und Wirth, Stuttgart) bot Platz für 20 Personen. Sie war so in das Luftschiff eingebaut, dass Längsträger des Luftschiffgerippes zugleich Träger der Kabine waren. Weiterhin war sie mit zwölf Stahldrähten doppelt in ihrer Lage gesichert. Sie verfügte über einen Nebenraum für den Küchenbedarf, der mit Flaschenschrank und Anrichte versehen war. Alle Metallteile des Kabinengerüstes im Inneren der Kabine waren mit Mahagoni verkleidet, wie auch die Füllungen und die Decke aus Mahagoni-Furnieren bestanden. Einlegearbeiten in Perlmutt an den Deckenbalken und Säulen ließen die Kabine als außerordentlich komfortablen und eleganten Raum erscheinen. Ein Toilettenraum mit fließendem Wasser am hinteren Ende der Passagierkabine war ebenfalls vorhanden. Der Fußboden bestand aus fünffach verleimtem Holz und war mit Teppichbelag versehen. Große Klappfenster gestatteten einen ungehinderten Ausblick nach allen Seiten. Die Bestuhlung bestand aus Korbmöbeln. Während der Fahrt waren kalte Speisen und Getränke erhältlich.
Schwesterschiff von LZ 11 war LZ 13 „Hansa“, das ab dem 30. Juli 1912 ebenfalls für die DELAG Passagierfahrten durchführte.